# سامی رپو
سامی رپو (انگلیسی: Sami Repo; ۸ نوامبر ۱۹۷۱ – ) اسکی‌باز صحرانوردی اهل فنلاند بود.